# Crazier
«Crazier» — пісня, записана американською кантрі-співачкою Тейлор Свіфт. Пісня, яку написали Тейлор Свіфт та Роберт Елліс Орралл; спродюсували Нейтан Чапман та Тейлор Свіфт. Використана як саундтрек фільму «Ханна Монтана». Як цифровий сингл пісня вийшла 20 травня 2009 року. Сингл посів 17 місце американського музичного чарту Billboard Hot 100. Продажі в США перевищили 1 мільйон, а сингл отримав платинову сертифікацію від компанії RIAA.

## Історія створення
Трек не був створений спеціально для фільму «Ханна Монтана», Свіфт написала її за кілька років до цього. Пісня з'явилася у фільмі після того, як його творці надіслали співачці електронний лист з проханням написати пісню, «в яку можна було б закохатися» і «щось на зразок кантрі-вальсу». Свіфт надіслала «Crazier», і пісня сподобалася авторам фільму. Крім того, Свіфт висловила бажання виконати пісню у «Ханні Монтані», виконавши епізодичну роль. Концертна сюжетна сцена була знята за один день.

## Музичне відео
Музичне відео зрежисував Пітер Челс і воно містить нарізки із фільму «Ханна Монтана». Прем'єра музичного відео відбулась 28 березня 2009 року на каналі Disney Channel.

## Список композицій
- Цифрове завантаження

1. «Crazier» — 3:12

## Чарти
Пісня «Crazier» дебютувала на 72 місце чарту Billboard Hot 100. Через три тижні вона досягла 17 місця, продавшись у 110 000 копій.
| Чарт (2009)                          | Місце |
| ------------------------------------ | ----- |
| Australian Singles Chart             | 64    |
| Canada (Canadian Hot 100)            | 67    |
| UK Singles (Official Charts Company) | 100   |
| US Billboard Hot 100                 | 17    |
| US Billboard Pop 100                 | 28    |

## Продажі
| Країна     | Сертифікація (таблиця продажів та сертифікатів) | Продажі    |
| ---------- | ----------------------------------------------- | ---------- |
| США (RIAA) | Платина                                         | +1,000,000 |